# Ingenjörsexamina i Sverige
Ingenjörsexamina i Sverige som ges vid tekniska högskolor/fakulteter:
- Civilingenjör (finlandssvenska: diplomingenjör) (yrkesexamen, 300 hp)
- Försvarsingenjör (Officer med civilingenjörsexamen)[1]
- Högskoleingenjör (yrkesexamen, 180 hp)
- Brandingenjör (210 hp)[2]
- Sjöingenjör (180 hp + 90 hp praktik)[3]

Övriga ingenjörsexamina:
- Ortopedingenjör (180 hp)[4]
- Gymnasieingenjör (fjärde påbyggnadsår på teknikprogrammet)

Äldre avskaffade ingenjörsexamina:
- Bergsingenjör (Reglerades först 1915, examen avskaffad 1996, ges numera som civilingenjörsexamen)
- Mellaningenjör (Införd 1988, senare ersatt av gymnasieingenjör)
- Gruvingenjör, ingenjör med specialutbildning inom gruvvetenskap. Förr en särskild titel för vissa ämbetsmän inom bergsbruk.